# Britische Kolonien und Protektorate

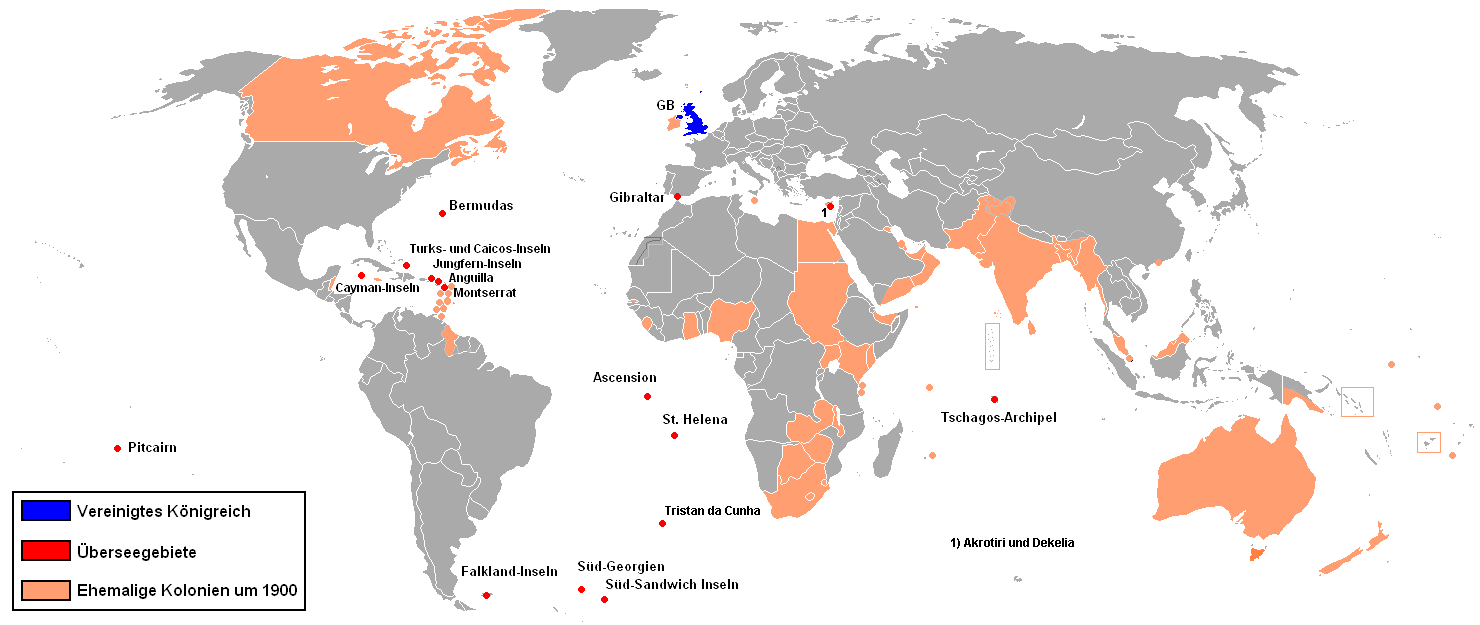
Vereinigtes Königreich Großbritannien und Nordirland, Überseegebiete –
1900 und Gegenwart im Vergleich

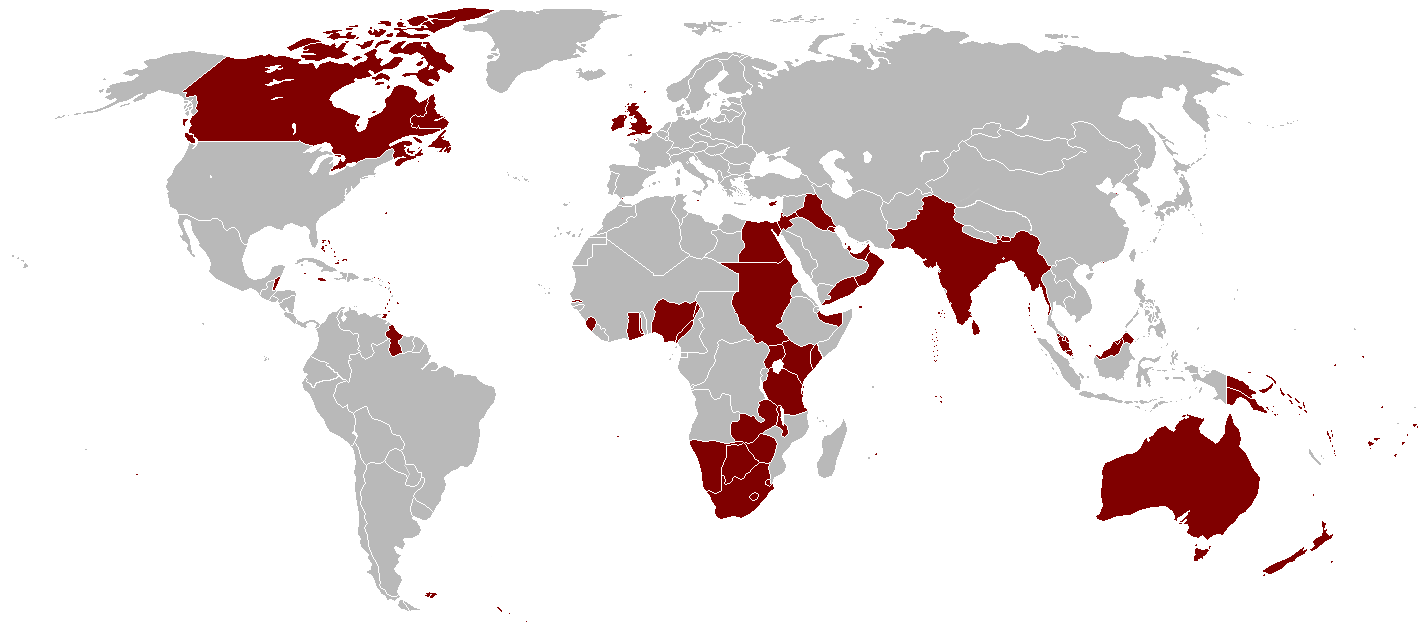
Die britischen Besitzungen und Dominions im Jahr 1921

Britische Besitzungen im Jahr 1938 vor dem Zweiten Weltkrieg (Dominions in Fettschrift)

Das Vereinigte Königreich war die größte Kolonialmacht der Geschichte mit Kolonien und Protektoraten auf jedem bewohnten Kontinent. Britische Kolonien und Protektorate bedeckten im ausgehenden 19. Jahrhundert fast ein Viertel der Landfläche der Erde; die Entwicklung von Englisch zur Weltsprache Nummer eins wurde dadurch ausgelöst, dass es Kolonialsprache des Vereinigten Königreichs war.

## Übersicht über ehemalige und noch bestehende Gebiete nach Kontinenten
Zu den Siedlungskolonien, die als Dominions im Britischen Empire einen autonomen Status besaßen, ist es oft nicht möglich, ein genaues Unabhängigkeitsdatum zu nennen. Diese unterschiedlichen Teil-Autonomien bezogen sich zunächst nur auf administrative Bereiche, wie z. B. der Verwaltung innerer Angelegenheiten. Wirtschaftlich und finanzpolitisch blieben die wesentlichen Bindungen an die Kolonialmacht, zum Teil bis heute, bestehen.
Die Dominions erlangten im ersten Drittel des 20. Jahrhunderts sehr weitgehende Selbstverwaltungsrechte, die im Statut von Westminster 1931 festgeschrieben bzw. erweitert wurden. Das Parlament in London behielt lediglich noch Vorbehaltsrechte in Verfassungsangelegenheiten. In mehreren Verfassungsreformen, die in den Dominions bzw. Commonwealth Realms ab den späten 1940er Jahren bis in die 1980er Jahre schrittweise durchgeführt wurden, wurden diese letzten legislativen Verbindungen schließlich endgültig gelöst. In diesem Zusammenhang sei auch auf die Entwicklung vom British Subject im Empire zur britischen und zu den anderen nationalen Staatsbürgerschaften der Commonwealth-Staaten verwiesen. Einige der Dominions betrieben selbst in der ersten Hälfte des 20. Jahrhunderts eine subimperiale Politik, wie Australien und Neuseeland im Südpazifik und die Südafrikanische Union in Südwestafrika.
Großbritannien hat zum Großteil seiner ehemaligen Kolonien gute politische und wirtschaftliche Beziehungen und ist mit ihnen im Commonwealth of Nations weiterhin eng verbunden. Darüber hinaus stellt das englische Königshaus zentral das Staatsoberhaupt aller Commonwealth Realms. Diejenigen Gebiete, deren internationale Beziehungen noch heute von Großbritannien wahrgenommen werden, werden als Überseegebiete bezeichnet.

### Afrika
| Land | Britische Besitzung ab | verwaltet als | unabhängig vom Vereinigten Königreich seit | Heutige Staatsform |
| --- | --- | --- | --- | --- |
| Ägypten | 1882 besetzt, seit 1914 Protektorat | Protektorat | 1922 | Präsidialrepublik |
| Anglo-Ägyptischer Sudan | 1899 | Kondominium mit Ägypten, de facto bis 1953 britische Kolonie | 1956 | umfasst die heutigen Staaten Sudan und Südsudan |
| Basutoland (heute Lesotho) | 1868 als Teil der Kapkolonie 1884 eigenständige Kronkolonie | Kronkolonie | 4. Oktober 1966 | parlamentarische Monarchie (im Commonwealth) |
| Betschuanaland (heute Botswana) | 30. September 1885 | Protektorat | 30. September 1966 | Präsidialrepublik (im Commonwealth) |
| Britisch-Ostafrika bis 1920, dann Kenia | 1. Juli 1895 | von 1895 bis 1920 Protektorat, danach britische Kronkolonie | 12. Dezember 1963 | Präsidialrepublik (im Commonwealth) |
| Britisch-Somaliland | 1884 | Protektorat | 1960 | Teil von Somalia |
| Britisch-Togoland | 1918 | bis 1946 Völkerbundmandat, ab 1946 UN-Treuhandgebiet | 1957 | Teil von Ghana |
| Britisch-Westafrika - Gambia - Goldküste - Nigeria - Sierra Leone                                                                               | - Gambia: erste Stützpunkte seit 1664, von Senegal getrennt seit 1783 - Goldküste: Stützpunkte an der Küste seit 1621, Kronkolonie seit Juli 1874 - Nigeria: Südliches Nigeria seit 1849, die Küstengebiete 1884 formell als Oil Rivers Protetorate in britischem Besitz; nördliches Nigeria seit 1885 - Sierra Leone: Western Area 1791, Hinterland 1895 | Gemeinsame Verwaltung von Gambia, Goldküste, Nigeria und Sierra Leone von 1821 bis 1850 und von 1866 bis 1888. - Gambia: Kronkolonie - Goldküste: Kronkolonie - Nigeria: Lagos Kolonie, sonst Protektorate Nordnigeria und Südnigeria, gemeinsame Verwaltung seit 1914 (Colony and Protectorate of Nigeria) - Sierra Leone: Freetown Kronkolonie (ursprünglich Sklavenrückführungskolonie), Hinterland Protektorat | - Gambia: 18. Februar 1965 - Goldküste: 1. Juli 1960, zusammen mit Britisch-Togoland als Ghana - Nigeria: 1. Oktober 1960 - Sierra Leone: 27. April 1961 | - Gambia: Präsidialrepublik - Goldküste: heute Teil von Ghana - Nigeria: Präsidiale Bundesrepublik - Sierra Leone: Präsidialrepublik |
| Britisch-Kamerun | 1919 (Aufteilung zwischen dem Vereinigten Königreich und Frankreich) | bis 1946 Völkerbundmandat, ab 1946 UN-Treuhandgebiet | 1. Oktober 1961 (Tag der Volksabstimmung) | Der mehrheitlich muslimische Norden des britischen Mandatsgebietes stimmte bei einer vorangegangenen Volksabstimmung für den Anschluss an Nigeria, der mehrheitlich christliche, südliche Teil entschied sich für einen Anschluss an den Staat Kamerun. |
| Mauritius | Besetzt am 3. Dezember 1810, ab 1814 Kronkolonie | Kronkolonie | 12. März 1968 | Republik (im Commonwealth) |
| Njassaland (heute Malawi) | 1891 | Protektorat | 6. Juli 1964 | Präsidialrepublik (im Commonwealth) |
| Nordrhodesien (heute Sambia) | 1911 | ab 1911 unter der British South Africa Company, seit 1924 Protektorat | 24. Oktober 1964 | Präsidialrepublik (im Commonwealth) |
| Sansibar | 1890 | Protektorat | 10. Dezember 1963 | Teil von Tansania |
| Senegambia | 25. Mai 1765 | Mit dem Pariser Frieden vom 3. September 1783, der den Amerikanischen Unabhängigkeitskrieg beendete, wurde die Herrschaft über das Gebiet neu aufgeteilt. Die Franzosen bekamen den größten Teil Senegambias und die Briten das Gambia-Tal. | - Senegal: 20. Juni 1960 (von Frankreich) - Gambia: 18. Februar 1965                                                                                     | umfasste die heutigen Staaten Gambia und Senegal |
| Seychellen | seit 1811 besetzt, am 31. August 1903 von Mauritius getrennt | Kronkolonie | 29. Juni 1976 | Republik (im Commonwealth) |
| Südafrikanische Union (heute Südafrika) - Britisch-Betschuanaland - Kapkolonie - Kolonie von Natal - Oranjefluss-Kolonie - Transvaal - Zululand | - Kronkolonie Betschuanaland: 30. September 1885 - Kapkolonie: 8. Januar 1806 - Natal: 1843/1856 - Oranjefluss-Kolonie: 1900/1902 - Transvaal: 1902 - Zululand: 1887 | Kronkolonien, Zululand wurde am 16. November 1895 in die Kapkolonie eingegliedert, Betschuanaland wurde 1897 in die Kolonie von Natal eingegliedert, 31. Mai 1910 Zusammenschluss der vier Kolonien als Dominion | 1931 Statut von Westminster, 1961 Gründung der Republik und Austritt aus dem Commonwealth                                                                | Republik (im Commonwealth) |
| Südrhodesien (heute Simbabwe) | 1891 | von 1891 bis 1923 Protektorat, dann bis 1965 halbautonome Kronkolonie, von 1953 bis 1963 mit Nordrhodesien und Njassaland in einer Föderation | 11. November 1965 einseitige Unabhängigkeitserklärung 1970 Republik 1979/80 Kronkolonie 18. April 1980 Unabhängigkeit                                    | Präsidialrepublik (im Commonwealth) |
| Südwestafrika (heute Namibia) | 1919 | Völkerbundmandat unter Verwaltung der Südafrikanischen Union | Ende des Mandats 1946, von Südafrika bis 1988 besetzt, Unabhängigkeit 21. März 1990                                                                      | Republik (im Commonwealth) |
| St. Helena, Ascension und Tristan da Cunha | ab 1659 nahm die Britische Ostindien-Kompanie die Insel St. Helena in Besitz, ab 1833 in britischem Besitz | Kronkolonie | | Britisches Überseegebiet |
| Swasiland (heute Eswatini) | 1907 | Protektorat | 6. September 1968 | Absolute Monarchie (im Commonwealth) |
| Tanganjika (1964 mit Sansibar zu Tansania vereinigt)                                                                                            | 1922 | bis 1946 Völkerbundmandat, ab 1946 UN-Treuhandgebiet | 9. Dezember 1961 | Teil von Tansania |
| Tanger | 1661 als Mitgift Katharina von Braganzas in die Ehe mit Karl II. | | 1684 an Marokko unter den Alawiden übergeben | Teil Marokkos |
| Uganda | 1896 | Protektorat | 9. Oktober 1962 | Präsidialrepublik (im Commonwealth) |

### Amerika

#### Nordamerika
| Land | Britische Besitzung ab | verwaltet als | unabhängig von Großbritannien seit                           | Heutiger Status                                            |
| --- | ---------------------- | --- | ------------------------------------------------------------ | ---------------------------------------------------------- |
| Bermuda | 1620                   | Kolonie |                                                              | Britisches Überseegebiet                                   |
| British Columbia | 1848                   | 1848 (Territorium der Hudson’s Bay Company), 1858 (Kolonie British Columbia) 1866 (Vereinigte Kolonien von Vancouver Island und British Columbia), 1871 Beitritt zur Kanadischen Konföderation                            | siehe Kanada                                                 | kanadische Provinz                                         |
| Dreizehn Kolonien, bestehend aus: - Massachusetts - New Hampshire - Rhode Island and Providence Plantations - Connecticut, einschließlich der zeitweise selbständigen Kolonie New Haven - New York - New Jersey, zeitweise in East und West Jersey geteilt - Pennsylvania mit dem Nebenland Delaware - Maryland - Virginia - Carolina, geteilt in North und South Carolina - Georgia | 1609                   | -Kronkolonien (New Hampshire, New York, New Jersey, Massachusetts, Virginia, North Carolina, South Carolina, Georgia) -Charterkolonien (Rhode Island, Connecticut) -Eigentümerkolonien (Pennsylvania, Maryland, Delaware) | 1783                                                         | Präsidiale Bundesrepublik (Vereinigte Staaten von Amerika) |
| Florida, geteilt in West- und Ostflorida | 1763                   | Kolonien | 1783 an Spanien zurückgegeben                                | Bundesstaat der USA                                        |
| Kanada, 1867 Zusammenschluss der Kolonien - Nova Scotia (mit der zeitweise selbstständigen Kolonie Kap-Breton-Insel) - New Brunswick - Prince Edward Island - Provinz Kanada - Territorium der Hudson’s Bay Company (Ruperts Land, Nordwestliches Territorium) 1870 angeschlossen | 1763                   | bis zum 1. Juli 1867 Kolonien, dann Dominion | 1931 Statut von Westminster 1982 Canada Act/Constitution Act | Parlamentarische Monarchie (im Commonwealth)               |
| Neufundland | 1583                   | Kronkolonie 1818–1907, 1934–1948, Dominion 1907–1934, 1948 Anschluss an Kanada |                                                              | kanadische Provinz                                         |
| Vancouver Island | 1848                   | 1848 (Island of Vancouver and its Dependencies), 1866 Zusammenschluss mit der Kolonie British Columbia zur Vereinigte Kolonien von Vancouver Island und British Columbia                                                  |                                                              | Teil der kanadischen Provinz British Columbia              |

#### Mittelamerika
| Land                             | Britische Besitzung ab             | verwaltet als | unabhängig vom Vereinigten Königreich seit | Heutiger Status                              |
| -------------------------------- | ---------------------------------- | ------------- | ------------------------------------------ | -------------------------------------------- |
| Britisch-Honduras (heute Belize) | de facto 1798, ab 1862 Kronkolonie | Kronkolonie   | 21. September 1981                         | Parlamentarische Monarchie (im Commonwealth) |
| Miskitoküste                     | 1655                               | Protektorat   | 1850 an Nicaragua und Costa Rica übergeben | Teil von Nicaragua und Costa Rica            |

#### Karibik
| Land                           | Britische Besitzung ab | verwaltet als                                                                                          | unabhängig vom Vereinigten Königreich seit | Heutiger Status                              |
| ------------------------------ | --- | --- | ------------------------------------------ | -------------------------------------------- |
| Anguilla                       | ab 1650 kolonisiert | Kronkolonie                                                                                            |                                            | Britisches Überseegebiet                     |
| Antigua und Barbuda            | ab 1632 kolonisiert | Kronkolonie                                                                                            | 1. November 1981                           | Parlamentarische Monarchie (im Commonwealth) |
| Bahamas                        | 1717 | Kronkolonie                                                                                            | 10. Juli 1973                              | Parlamentarische Monarchie (im Commonwealth) |
| Barbados                       | 1625 | Kronkolonie                                                                                            | 30. November 1966                          | Republik (im Commonwealth)                   |
| Britische Jungferninseln       | 1672 | Kronkolonie                                                                                            |                                            | Britisches Überseegebiet                     |
| Dominica                       | ab 1763 in Besitz des Vereinigten Königreichs, ab 1805 schließlich Kolonie | Kronkolonie                                                                                            | 3. November 1978                           | Republik (im Commonwealth)                   |
| Grenada                        | ab 1763 in Besitz des Vereinigten Königreichs, ab 1877 schließlich Kronkolonie | Kronkolonie                                                                                            | 7. Februar 1974                            | Parlamentarische Monarchie (im Commonwealth) |
| Jamaika                        | 1655 | Kolonie (1655–1865), Kronkolonie (1865–1962)                                                           | 1962                                       | Parlamentarische Monarchie (im Commonwealth) |
| Kaimaninseln                   | ab dem 17. Jahrhundert von Jamaika aus besiedelt | Seit 1962 haben die Kaimaninseln den Status einer britischen Kronkolonie mit innerer Selbstverwaltung. |                                            | Britisches Überseegebiet                     |
| Leeward Islands                | 1671–1816, später ab 1833 gemeinsame Verwaltung der Inseln Antigua, Barbuda, Montserrat, Saint Christopher, Nevis und Anguilla, 1958 mit Jamaika und den Windward Islands zur Federation of the West Indies vereinigt, diese wurde 1962 wieder aufgelöst                             | Kronkolonie                                                                                            | siehe Teilgebiete                          | siehe Teilgebiete                            |
| Montserrat                     | ab 1632 besiedelt | Kronkolonie                                                                                            |                                            | Britisches Überseegebiet                     |
| St. Kitts und Nevis            | im frühen 17. Jahrhundert besiedelt | Kolonie                                                                                                | 19. September 1983                         | Parlamentarische Monarchie (im Commonwealth) |
| St. Lucia                      | 1814 | Kolonie                                                                                                | 22. Februar 1979                           | Parlamentarische Monarchie (im Commonwealth) |
| St. Vincent und die Grenadinen | 1783 | Kronkolonie                                                                                            | 27. Oktober 1979                           | Parlamentarische Monarchie (im Commonwealth) |
| Trinidad und Tobago            | 1797 | Kronkolonie                                                                                            | 31. August 1962                            | Präsidialrepublik (im Commonwealth)          |
| Turks- und Caicosinseln        | Von 1776 bis 1848 waren die Inseln Teil der Kolonie auf den Bahamas, von 1848 bis 1962 waren sie zu Jamaika gehörig bis zu dessen Unabhängigkeit, seit etwa 1976 gab es immer wieder Bestrebungen sich unabhängig zu machen, seit etwa 1982 ruhen diese Unabhängigkeitsbestrebungen. | Kronkolonie                                                                                            |                                            | Britisches Überseegebiet                     |
| Windward Islands               | 1833 gegründet, gemeinsame Verwaltung der Inseln Barbados, Grenada, Saint Vincent, Saint Lucia und Dominica, 1958 mit Jamaika und den Leeward Islands zur Federation of the West Indies vereinigt, diese wurde 1962 wieder aufgelöst                                                 | Kronkolonie                                                                                            | siehe Teilgebiete                          | siehe Teilgebiete                            |

#### Südamerika
| Land                            | Britische Besitzung ab | verwaltet als | unabhängig vom Vereinigten Königreich seit | Heutiger Status                                                                             |
| ------------------------------- | ---------------------- | ------------- | ------------------------------------------ | ------------------------------------------------------------------------------------------- |
| Britisch-Guayana (heute Guyana) | 1831                   | Kronkolonie   | 26. Mai 1966                               | Präsidialrepublik (im Commonwealth)                                                         |
| Falklandinseln (Malvinas)       | 1833                   | Kronkolonie   |                                            | Britisches Überseegebiet, Argentinien erhebt Anspruch auf die Inseln (siehe Falklandkrieg). |

### Asien
| Land | Britische Besitzung ab | verwaltet als | unabhängig vom Vereinigten Königreich seit | Heutiger Status |
| --- | --- | --- | --- | --- |
| Kolonie Aden | 1839 | bis 1937 als Niederlassung Aden durch Britisch-Indien regiert, dann unmittelbar dem Vereinigten Königreich unterstellt und am 18. Januar 1963 als Staat Aden der Südarabischen Föderation angegliedert | Auflösung der Föderation: 30. November 1967 | Teil der Republik Jemen |
| Protektorat Aden | 1869 | bis 1917 Britisch-Indien unterstellt, dann unmittelbar dem Vereinigten Königreich und am 4. April 1962 auf das Protektorat von Südarabien und die Südarabische Föderation aufgeteilt                   | 30. November 1967 | Teil der Republik Jemen |
| Bahrain | de facto 1820, seit 1861 Protektorat | Protektorat | 14. August 1971 | Monarchie (Emirat) |
| Bengcoolen (Bengkulu) | 1685 | Handelsstützpunkt der Ostindischen Kompanie | 1825 gegen Malakka (Teil Malaysias) getauscht, seither Teil von Niederländisch-Indien beziehungsweise Indonesien | Indonesische Provinz auf Sumatra (Bengkulu) |
| Bhutan | 1910 | nominell Protektorat Britisch-Indiens, nur Verantwortung für äußere Angelegenheiten | 1947 | Konstitutionelle Monarchie |
| Britisch-Ceylon (heute Sri Lanka) | ab 1796 in Besitz vom Vereinigten Königreich, ab 1803 Kronkolonie | Kronkolonie | 4. Februar 1948 | Sozialistische Präsidialrepublik (im Commonwealth) |
| Britisch-Indien (bis 1948) | 1858 | Kronkolonie (Kaiserreich) | Indien: 15. August 1947 Pakistan: 14. August 1947 (einschließlich Ostpakistan, das sich am 17. Dezember 1971 als Bangladesch abspaltete) | umfasst die Territorien der heutigen Staaten Indien, Pakistan und Bangladesch, bis 1937 auch Birma (heute Myanmar) |
| British Malaya | ab dem 18. Jahrhundert | unterschiedlicher Status einzelner Teile | 1957 (als Nachfolgestaat Föderation Malaya) | siehe Malaysia, Singapur |
| Föderation Malaya (1. Februar 1948 bis 31. August 1957) - Malaiische Union (1. April 1946 bis 31. Januar 1948) - Federated Malay States - Unfederated Malay States - Straits Settlements - Penang - Dinding - Labuan (von 1906 bis 1946 Straits Settlements, am 1. April 1946 zur Kronkolonie Singapur und am 15. Juli 1946 dann an die neu errichtete Kronkolonie Britisch-Nordborneo) - Malakka - Singapur (1946 aus den Straits Settlements ausgegliedert) | - Federated Malay States und - Unfederated Malay States: 1795 - Straits Settlements: 1. April 1867 - Labuan: 24. Dezember 1846 - Singapur: 1824                                               | - Federated Malay States und - Unfederated Malay States: Protektorat - Straits Settlements: Kronkolonie - Labuan: Kronkolonie - Singapur: Kronkolonie                                                  | 31. August 1957 - Labuan: Britisch-Nordborneo wurde am 31. August 1963 unabhängig und am 16. September 1963 Teil Malaysias - Singapur: am 1. September 1963 als Teil Malaysias, am 9. August 1965 von Malaysia unabhängig | Malaysia: Wahlmonarchie (im Commonwealth) Singapur: Republik (im Commonwealth) |
| Indische Fürstenstaaten | unterschiedlich, meist Ende des 18. Jahrhunderts | Protektorate | 1947 Anschluss an entweder Indien oder Pakistan | Teile Indiens beziehungsweise Pakistans |
| Britisches Territorium im Indischen Ozean | 1814 | Territorium, bis 1965 Teil von Mauritius | | Britisches Überseegebiet |
| Brunei | 1888 | Protektorat | Am 1. Januar 1984 erfolgte die Unabhängigkeit vom Vereinigten Königreich, am 23. Februar 1984 endete das britische Protektorat. | Islamische Monarchie (im Commonwealth) |
| Birma (heute Myanmar) | 1885 | Bis 1937 Teil von Britisch-Indien, danach Kronkolonie | 4. Januar 1948 | Republik |
| Hongkong | ab dem 20. Januar 1841 britisch besetzt, ein Jahr später wurde das Gebiet mit dem Vertrag von Nanking offiziell von China an die Besatzer abgetreten, wodurch Hongkong zur Kronkolonie wurde. | Kronkolonie | 1. Juli 1997 (Übergabe an die Volksrepublik China) | Als Sonderverwaltungsregion Teil Chinas |
| Irak | 1920 | Völkerbundmandat | 1932 | Republik |
| Katar | 1868 | Protektorat | 1. September 1971 | Monarchie (Emirat) |
| Kuwait | Januar 1899 | Protektorat | 19. Juni 1961 | Monarchie (Emirat) |
| Malediven | 1796 | Protektorat | 26. Juli 1965 | Präsidialrepublik |
| Nord-Borneo | Mai 1882 (unter der Verwaltung der Britischen Nordborneo-Kompanie) | 1882–1946 Protektorat, 1946–1963 Kronkolonie | 31. August 1963, ab dem 16. September 1963 Teil Malaysias | Sabah (Teil von Malaysia) |
| Oman | 1891 | De-facto-Protektorat (Vertrag von 1891 garantierte Sonderrechte, nominell blieb Oman unabhängig) | 1958 | Monarchie |
| Palästina | 1920 | Völkerbundmandat | 1948 | heute Israel, Jordanien und Palästinensische Autonomiegebiete ebenfalls als Völkerbundmandat |
| Sarawak | Unter der Regierung der Weißen Rajas (James Brooke und dessen Nachkommen) | 1888–1946 Protektorat (formal ein Vasallenstaat Bruneis), danach Kronkolonie | Ab 1963 Teil von Malaysia | Teil von Malaysia |
| Transjordanien (heute Jordanien) | 24. April 1922 | Völkerbundmandat | 22. Mai 1946 | Parlamentarische Monarchie |
| Trucial States (heute Vereinigte Arabische Emirate) | 1835 bzw. 1853 | Protektorat | 2. Dezember 1971 | Föderation von sieben autonomen Emiraten |
| Weihai | 1898 | Pachtgebiet | 1930 | Teil Chinas |
| Britische Konzession in Shanghai | 1842 | Protektorat | 1945 | Teil Chinas |
| Britische Konzession in Tientsin | 1860 | Protektorat | 1940 | Japanische Kolonie |
| Britische Konzession in Hankou | 1861 | Protektorat | 1927 | 1927 von den Kuomintang erobert |
| Britische Konzession in Jiujiang | 1861 | Protektorat | 1927 | 1927 von den Kuomintang erobert |
| Britische Konzession in Zhenjiang | 1861 | Protektorat | 1929 | 1929 an die Kuomintang |
| Britische Konzession in Amoy | 1852 | Protektorat | 1930 | 1930 an die Kuomintang |
| Britische Konzession in Shamian | 1859 | Protektorat | 1930 | 1946 zurück an China |
| Britisch-Zypern (heute - Republik Zypern - Türkische Republik Nordzypern - Akrotiri und Dekelia) | 1878 vom Osmanischen Reich an das Vereinigte Königreich verpachtet, 1914 annektiert | ab 1925 Kronkolonie | - Republik Zypern: am 16. August 1960 aufgrund des Abkommens von Zürich unabhängig - Türkische Republik Nordzypern: De jure gehört das Gebiet zur Republik Zypern, deren Regierung seit der Okkupation des Nordens im Jahre 1974 durch die türkischen Streitkräfte keine Hoheit über dieses Territorium mehr ausübt. - Akrotiri und Dekelia: Militärgebiet seit 1960 durch das Abkommen von Zürich | - Republik Zypern: Präsidialrepublik (im Commonwealth) - Türkische Republik Nordzypern: Präsidialrepublik (nur von der Türkei anerkannt) - Akrotiri und Dekelia: Britisches Überseegebiet (Zwei Britische Militärbasen) |

### Europa
| Land            | Britische Besitzung ab                                                                                  | verwaltet als                                                                               | unabhängig vom Vereinigten Königreich seit                                                                 | Heutiger Status |
| --------------- | --- | ------------------------------------------------------------------------------------------- | --- | --- |
| Gibraltar       | 1704 erobert, 1713 im Vertrag von Utrecht formell den Briten zugesprochen und seit 1830 Kronkolonie     | Kronkolonie                                                                                 | | Britisches Überseegebiet, wird jedoch von Spanien beansprucht                                                                       |
| Helgoland       | 1807 | Kolonie                                                                                     | August 1890 auf Grund des Helgoland-Sansibar-Vertrag an das Deutsche Reich                                 | Teil Deutschlands |
| Ionische Inseln | 1800 | Protektorat                                                                                 | 1864 nach Abstimmung im Parlament eingegliedert in den griechischen Staat                                  | Teil Griechenlands |
| Irland          | Invasion von Anglo-Normannen im Jahr 1169, ab 1541 wurde Irland direkt der englischen Krone unterstellt | 1171–1541 als Lordschaft verwaltet, 1541–1921 als Königreich Irland, 1921–1949 als Dominion | Ab 6. Dezember 1921 Status eines Dominion, ab 18. April 1949 nach Austritt aus dem Commonwealth unabhängig | Den größten Teil der Insel nimmt die Republik Irland ein, den anderen Nordirland, welches ein Teil des Vereinigten Königreichs ist. |
| Isle of Man     | 1765 | Kronbesitz                                                                                  | | Kronbesitz |
| Kanalinseln     | 1066 | Kronbesitz                                                                                  | | Kronbesitz |
| Malta           | ab 1800 von den Briten besetzt                                                                          | Kolonie                                                                                     | 21. September 1964                                                                                         | Republik (im Commonwealth) |

### Australien und Ozeanien
| Land | Britische Besitzung ab | verwaltet als | unabhängig vom Vereinigten Königreich seit | Heutiger Status |
| --- | --- | --- | --- | --- |
| Australien unterteilt in - New South Wales - Queensland - South Australia - Tasmanien - Victoria - Western Australia | ab 1770 | bis zum 1. Januar 1901 verwaltet als Kolonien, danach Zusammenschluss zum Commonwealth of Australia, 1907 Dominion | 11. Dezember 1931 (Statut von Westminster) 3. März 1986 (Australia Act 1986) | Parlamentarische Monarchie (im Commonwealth) |
| Britisch-Neuguinea (heute Papua-Neuguinea) | Der Süden wurde am 6. November 1884 zum Protektorat British New Guinea erklärt und am 11. September 1888 annektiert. | Protektorat | Der Besitz wurde 1902 an das Commonwealth of Australia übertragen. Ab 1905 hieß der Südteil Territory of Papua und die faktische Herrschaft der australischen Verwaltung begann. | Parlamentarische Monarchie (im Commonwealth) |
| Territorium Neuguinea | 1919 vom Deutschen Reich als Völkerbundmandat übernommen, von Australien mit Territorium Papua (Südost-Neuguinea) gemeinsam verwaltet, 1949 Zusammenschluss zu Territorium Papua und Neuguinea                                                                                                 | Völkerbundmandat                                                                                                   | gemeinsam mit Papua-Neuguinea | Teil von Papua-Neuguinea |
| Cookinseln | 1888 von Großbritannien unter Schutz gestellt und 1901 von Neuseeland annektiert. | von 1888 bis 1901 britisches Protektorat, danach bis 1965 neuseeländisches Protektorat, heute Selbstverwaltung     | Seit 4. August 1965 Selbstverwaltung in freier Assoziierung mit Neuseeland | Parlamentarische Demokratie, Selbstverwaltetes Territorium in freier Assoziierung mit Neuseeland                                                                                                |
| Fidschi | 10. Oktober 1874 | Kronkolonie | 10. Oktober 1970 | Republik |
| Gilbert and Ellice Islands Colony (heute - Kiribati - Gilbert Islands - Ocean Island - Phoenix Islands - Line Islands (teilweise) - Tuvalu - bis zur Unabhängigkeit 1978 Ellice Islands - Tokelau - Teil der Union Islands - Swains Island - Teil der Union Islands) | ab 1892 - Ellice Islands und Tokelau seit 1877 | 1892 und 1915 zuerst ein britisches Protektorat, ab 1916 eine Kronkolonie                                          | 1976 wurden die Gilbert and Ellice Islands Colony als gemeinsames Hoheitsgebiet aufgespalten. - Kiribati: seit 12. Juli 1979 unabhängig - Tuvalu: seit 1. Oktober 1978 unabhängig - Tokelau: am 11. Februar 1926 an Neuseeland abgetreten. - Swains Island: wurde 1925 an die Vereinigten Staaten abgetreten und in Amerikanisch-Samoa eingegliedert. | - Kiribati: Präsidialrepublik (im Commonwealth) - Tuvalu: Parlamentarische Monarchie (im Commonwealth) - Tokelau: abhängiges Gebiet von Neuseeland - Swains Island: Teil von Amerikanisch-Samoa |
| Nauru | ab dem 17. Dezember 1920 von Australien im Auftrag des Vereinigten Königreichs und Neuseelands als Mandatsgebiet verwaltet | Mandatsgebiet | 31. Januar 1968 von Australien | Republik (im Commonwealth) |
| Kondominium Neue Hebriden (heute Vanuatu) | 1906 Gründung des Kondominium | Kondominium mit Frankreich                                                                                         | 30. Juli 1980 | Republik (im Commonwealth) |
| Neuseeland | 1840 vom Vereinigten Königreich annektiert (Vertrag von Waitangi) | Kolonie, ab 26. September 1907 Dominion                                                                            | 11. Dezember 1931 (Statut von Westminster) 25. November 1947 volle Souveränität, siehe Statute of Westminster Adoption Act 1947 1. Januar 1987 (Constitution Act 1986) | Parlamentarische Monarchie (im Commonwealth) |
| Norfolkinsel | 1788 | Sträflingskolonie                                                                                                  | 1856 an New South Wales angegliedert | Australisches Außengebiet |
| Pitcairninseln | seit 1838 Kronkolonie | Kronkolonie | | Britisches Überseegebiet |
| British Solomon Islands Protectorate (heute Salomonen) | Das Deutsche Reich übernahm den Nordteil der Inseln 1885 als Schutzgebiet. Die restlichen Inseln fielen 1899 an Großbritannien. Nach Beendigung des Ersten Weltkriegs wurde der deutsche Teil als Völkerbundsmandat unter australische Verwaltung gegeben und gehört heute zu Papua-Neuguinea. | Protektorat | 7. Juli 1978 | Parlamentarische Monarchie (im Commonwealth) |
| Tonga | am 18. Mai 1900 wurde Tonga im Rahmen eines Freundschaftsvertrages zu einem britischen Protektorat | Protektorat | 4. Juni 1970 | Konstitutionelle Monarchie (im Commonwealth) |
| Weihnachtsinsel | 1888 annektiert | gemeinsame Verwaltung durch die Kronkolonie Singapur und die British Phosphate Commission                          | am 1. Oktober 1958 an Australien abgetreten | Australisches Außengebiet |
| West-Samoa | 1919 als Völkerbundmandat an Neuseeland | Völkerbundmandat, ab 1945 UNO-Treuhandgebiet                                                                       | 1962 | Parlamentarische Demokratie (im Commonwealth) |

### Antarktis
| Land                                                                 | Britische Besitzung ab                                               | verwaltet als                                                                     | unabhängig vom Vereinigten Königreich seit | Heutiger Status |
| -------------------------------------------------------------------- | -------------------------------------------------------------------- | --------------------------------------------------------------------------------- | --- | --- |
| Bouvetinsel                                                          | 10. Dezember 1825 als Liverpool Island                               |                                                                                   | 1928 an Norwegen abgetreten | Nebenland von Norwegen |
| Abhängige Gebiete der Falklandinseln (Falkland Islands Dependencies) | 1843 (Südgeorgien schon ab 1775 beansprucht, andere Gebiete ab 1908) | Kolonie, verwaltet von den Falklandinseln aus, ohne politisch Teil dieser zu sein | | Südgeorgien und die Südlichen Sandwichinseln sind seit 1962 ein eigenes Überseegebiet. Argentinien erhebt seit 1925 Anspruch auf die Gebiete und besetzte Südgeorgien während des Falklandkriegs vorübergehend. |
| Abhängige Gebiete der Falklandinseln (Falkland Islands Dependencies) | 1843 (Südgeorgien schon ab 1775 beansprucht, andere Gebiete ab 1908) | Kolonie, verwaltet von den Falklandinseln aus, ohne politisch Teil dieser zu sein | Das Britische Antarktis-Territorium ist seit 1962 ebenso ein eigenes Gebiet. Es umfasst alle Gebiete südlich von 60 °S und zwischen 20 und 80 °W. Der Anspruch ist gemäß Antarktisvertrag nicht anerkannt. Von London aus verwaltet. | |